# Chikashi Masuda
Pour les articles homonymes, voir Masuda (homonymie).
Chikashi Masuda (増田 誓志, Masuda Chikashi) est un footballeur japonais né le 19 juin 1985.